# Ruta del Sol 2025
De wielerwedstrijd Ruta del Sol kende in 2025 een editie voor mannen van 19 tot en met 23 februari en een editie voor vrouwen die van 7 tot en met 11 oktober op de kalender staat.

## Mannen
De 71e editie voor mannen vond plaats van 19 tot en met 23 februari. De start was in Torrox, de finish in La Línea de la Concepción. De ronde maakte deel uit van de UCI ProSeries 2025-kalender. In 2023 won de Sloveen Tadej Pogačar. In 2024 werd alleen de etappe met de individuele tijdrit, gewonnen door de Belg Maxim Van Gils, verreden en de rest geannulleerd. Dit jaar ging de eindzege naar Pavel Sivakov, de eerste Fransman op de erelijst.

### Deelname
Er gingen twaalf UCI World Tour-ploegen en tien UCI ProTeams van start.
| WorldTour | ProTeam                                                                                                | ProTeam                                                                                        | Continentaal |
| --- | --- | ---------------------------------------------------------------------------------------------- | ------------ |
| Decathlon AG2R La Mondiale INEOS Grenadiers Movistar Team Red Bull-BORA-hansgrohe Team Jayco AlUla UAE Team Emirates-XRG | Burgos-Burpellet-BH Caja Rural-Seguros RGA Equipo Kern Pharma Euskaltel-Euskadi Q36.5 Pro Cycling Team | Team Flanders-Baloise Team TotalEnergies Unibet Tietema Rockets Uno-X Mobility Wagner Bazin WB | Petrolike    |

### Etappe-overzicht
| Et. | Datum | Start     | Finish                    | Type      | Afstand  | Winnaar            | Klassementsleider |
| --- | ----- | --------- | ------------------------- | --------- | -------- | ------------------ | ----------------- |
| 1   | 19/2  | Torrox    | Cueva de Nerja            | Heuvelrit | 162,6 km | Maxim Van Gils     | Maxim Van Gils    |
| 2   | 20/2  | Alcaudete | Torredelcampo             | Heuvelrit | 133,2 km | Thomas Pidcock     | Pavel Sivakov     |
| 3   | 21/2  | Arjona    | Pozoblanco                | Heuvelrit | 162,1 km | Alexander Kristoff | Pavel Sivakov     |
| 4   | 22/2  | Córdoba   | Alhaurín de la Torre      | Heuvelrit | 194,3 km | Diego Uriarte      | Pavel Sivakov     |
| 5   | 23/2  | Benahavís | La Línea de la Concepción | Bergrit   | 168,1 km | Jon Barrenetxea    | Pavel Sivakov     |

### Klassementenverloop
| Et.          | Winnaar            | Algemeen klassement · | Punten klassement · | Berg klassement ·      | Sprint klassement · | Beste Andalusische renner · | Beste Andalusische renner · | Ploegen ·                  |
| ------------ | ------------------ | --------------------- | ------------------- | ---------------------- | ------------------- | --------------------------- | --------------------------- | -------------------------- |
| 1            | Maxim Van Gils     | Maxim Van Gils        | Maxim Van Gils      | Guillermo Thomas Silva | Andreas Leknessund  | José Manuel Díaz            | Marc Soler                  | UAE Team Emirates-XRG      |
| 2            | Thomas Pidcock     | Pavel Sivakov         | Maxim Van Gils      | Guillermo Thomas Silva | Andreas Leknessund  | José Manuel Díaz            | Marc Soler                  | UAE Team Emirates-XRG      |
| 3            | Alexander Kristoff | Pavel Sivakov         | Maxim Van Gils      | Guillermo Thomas Silva | Andreas Leknessund  | José Manuel Díaz            | Marc Soler                  | UAE Team Emirates-XRG      |
| 4            | Diego Uriarte      | Pavel Sivakov         | Maxim Van Gils      | Guillermo Thomas Silva | Andreas Leknessund  | José Manuel Díaz            | Marc Soler                  | Decathlon AG2R La Mondiale |
| 5            | Jon Barrenetxea    | Pavel Sivakov         | Maxim Van Gils      | Guillermo Thomas Silva | Andreas Leknessund  | José Manuel Díaz            | Marc Soler                  | Decathlon AG2R La Mondiale |
| 0Eindstanden | 0Eindstanden       | Pavel Sivakov         | Maxim Van Gils      | Guillermo Thomas Silva | Andreas Leknessund  | José Manuel Díaz            | Marc Soler                  | Decathlon AG2R La Mondiale |

### Eindklassementen
| Plaats    | Naam                   | Ploeg                           | Tijd     |
| --------- | ---------------------- | ------------------------------- | -------- |
| Gele trui | Pavel Sivakov          | UAE Team Emirates-XRG           | 19u41'3" |
| 2         | Clément Berthet        | Decathlon AG2R La Mondiale Team | + 0'23"  |
| 3         | Thomas Pidcock         | Q36.5 Pro Cycling Team          | + 0'26"  |
| 4         | Maxim Van Gils         | Red Bull-BORA-hansgrohe         | + 0'59"  |
| 5         | Tim Wellens            | UAE Team Emirates-XRG           | + 1'03"  |
| 6         | Steff Cras             | Team TotalEnergies              | + 1'42"  |
| 7         | Marc Soler             | UAE Team Emirates-XRG           | + 1'43"  |
| 8         | Johannes Staune-Mittet | Decathlon AG2R La Mondiale Team | + 2'14"  |
| 9         | Markus Hoelgaard       | Uno-X Mobility                  | + 2'41"  |
| 10        | Nicolas Prodhomme      | Decathlon AG2R La Mondiale Team | + 3'02"  |

| Plaats      | Naam            | Ploeg                   | Punten |
| ----------- | --------------- | ----------------------- | ------ |
| Groene trui | Maxim Van Gils  | Red Bull-BORA-hansgrohe | 62     |
| 2           | Thomas Pidcock  | Q36.5 Pro Cycling Team  | 53     |
| 3           | Jon Barrenetxea | Movistar Team           | 32     |

| Plaats        | Naam                   | Ploeg                   | Punten |
| ------------- | ---------------------- | ----------------------- | ------ |
| Bolletjestrui | Guillermo Thomas Silva | Caja Rural-Seguros RGA  | 22     |
| 2             | Alan Jousseaume        | Team TotalEnergies      | 10     |
| 3             | Thomas Gachignard      | Team TotalEnergies      | 8      |
|               |                        |                         |        |
| 13            | Maxim Van Gils         | Red Bull-BORA-hansgrohe | 3      |

| Plaats      | Naam                   | Ploeg                  | Punten |
| ----------- | ---------------------- | ---------------------- | ------ |
| Blauwe trui | Andreas Leknessund     | Uno-X Mobility         | 6      |
| 2           | Guillermo Thomas Silva | Caja Rural-Seguros RGA | 3      |
| 3           | Diego Uriarte          | Equipo Kern Pharma     | 3      |

| Ploegenklassement |                                 |             |
| Plaats            | Ploeg                           | Tijd        |
|                   | Decathlon AG2R La Mondiale Team | 59u4'22"    |
| 2                 | UAE Team Emirates-XRG           | + 1'36"     |
| 3                 | Uno-X Mobility                  | + 12'59"    |
|                   |                                 |             |
| 15                | Team Flanders-Baloise           | + 1u 36'14" |

1925 · 1926-1954 · 1955 · 1956 · 1957 · 1958 · 1959 · 1960 · 1961 · 1962 · 1963 · 1964 · 1965 · 1966 · 1967 · 1968 · 1969 · 1970 · 1971 · 1972 · 1973 · 1974 · 1975 · 1976 · 1977 · 1978 · 1979 · 1980 · 1981 · 1982 · 1983 · 1984 · 1985 · 1986 · 1987 · 1988 · 1989 · 1990 · 1991 · 1992 · 1993 · 1994 · 1995 · 1996 · 1997 · 1998 · 1999 · 2000 · 2001 · 2002 · 2003 · 2004 · 2005 · 2006 · 2007 · 2008 · 2009 · 2010 · 2011 · 2012 · 2013 · 2014 · 2015 · 2016 · 2017 · 2018 · 2019 · 2020 · 2021 · 2022 · 2023 · 2024 · 2025
Ronde van Valencia ·
Ronde van Oman ·
Clásica de Almería ·
Figueira Champions Classic ·
Ronde van de Algarve ·
Ruta del Sol ·
Ardèche Classic ·
Drôme Classic ·
Kuurne-Brussel-Kuurne ·
Trofeo Laigueglia ·
Nokere Koerse ·
Milaan-Turijn ·
GP Denain ·
Bredene Koksijde Classic ·
Grote Prijs Miguel Indurain ·
Ronde van Hainan ·
Scheldeprijs ·
Brabantse Pijl ·
Ronde van de Alpen ·
Ronde van Turkije ·
Grote Prijs van Plumelec ·
Tro Bro Léon ·
Klassiek Duinkerke-GP van de Hauts-de-France ·
Vierdaagse van Duinkerke ·
Ronde van Hongarije ·
Veenendaal-Veenendaal ·
Antwerp Port Epic ·
Boucles de la Mayenne ·
Ronde van Noorwegen ·
Ronde van Slovenië ·
Brussels Cycling Classic ·
Dwars door het Hageland ·
Mont Ventoux Dénivelé Challenge ·
Ronde van België ·
Ronde van het Qinghaimeer ·
Ronde van Wallonië ·
Ronde van Burgos ·
Arctic Race of Norway ·
Ronde van Denemarken ·
Circuit Franco-Belge ·
Ronde van Duitsland ·
Ronde van Groot-Brittannië ·
Maryland Cycling Classic ·
GP Industria & Artigianato-Larciano ·
Coppa Sabatini ·
Grote Prijs van Fourmies ·
Grote Prijs van Wallonië ·
Ronde van Luxemburg ·
Super 8 Classic ·
Ronde van Langkawi ·
Ronde van het Münsterland ·
Ronde van Emilia ·
Coppa Bernocchi ·
Ronde van de Drie Valleien ·
Ronde van Piemonte ·
Ronde van het Taihu-meer ·
Parijs-Tours ·
Ronde van Veneto ·
Japan Cup ·
Veneto Classic